# Capodacqua (Arquata del Tronto)
Capodacqua è una frazione del comune di  Arquata del Tronto in provincia di Ascoli Piceno, nella regione Marche, ed appartiene all'ente territoriale della Comunità montana del Tronto.

## Geografia fisica
Il centro urbano sorge ad un'altitudine di 880 m s.l.m. agli estremi confini della Regione Marche. Il suo comprensorio confina con l'Umbria, provincia di Perugia, e con il Lazio, provincia di Rieti, dista dal suo comune, Arquata del Tronto, circa 8 km. Il suo territorio si trova all'interno del Parco Nazionale dei Monti Sibillini. Il paese è attraversato dal tracciato del Sentiero europeo E1.

## Origine del nome
L'attribuzione del significato di questo toponimo si ottiene dalla scomposizione del nome stesso, ossia dalle parole: capo dell'acqua. Acqua riferita alla sorgente che sgorga copiosissima nei pressi del paese   ed alimenta, con il suo contributo, l'acquedotto: «"Sorgenti Pescara d'Arquata"» dall'anno 1955. 

## Storia
Le sue origini si perdono nelle leggende. Era uno dei borghi al confine tra lo Stato Pontificio ed il Regno di Napoli, guerreggiava sovente con Norcia per il possesso di terre di montagna, allora unica risorsa per il sostentamento degli abitanti.
Nell'anno 1255 il paese di Capodacqua era annoverato tra i possedimenti di Arquata nell'atto, redatto il 7 agosto, con cui la città di Norcia ha ceduto al Governo di Ascoli la Rocca insieme ai paesi di Accumoli, Sommati, Tufo,  Roccasalli e Terre Summatine. 
Giuseppe Fabiani ricorda che, nel corso del XV secolo, a Capodacqua vi era una delle «case ospitaliere» comprese nel territorio del distretto di Ascoli e dislocate lungo il tratto della Salaria e delle sue derivazioni che attraversavano la montagna. Queste case, ubicate sul tracciato della consolare romana, all'epoca molto frequentata, probabilmente non erano dei veri e propri ospedali, ma ospizi  dedicati all'accoglienza, dove i pellegrini ed i viandanti potevano fermarsi a riposare ed avere un pasto. 
Nel 1429 papa Martino V aveva concesso Arquata ed i suoi territori in vicariato a Norcia.
Durante il corso del XV secolo Arquata del Tronto e la sua competenza territoriale, quindi anche Capodacqua, furono partecipi alle lotte tra nursini e ascolani che si contendevano il possesso del Comune. Rimase legata a Norcia fino al 1554 quando, con le nomine papali dei castellani finì ogni autonomia locale.
Tra il 1580 ed il 1581, il vescovo ascolano Nicolò Aragona, si recò in visita pastorale in questo borgo. Dalla relazione si apprende che nel paese era già stata istituita la Confraternita del Corpus Domini. 
Nel 1809, a causa dell'invasione dei Francesi, la prefettura di Norcia decadde ed Arquata fu sottoposta a Spoleto, allora capoluogo del Dipartimento del Trasimeno. Arquata ebbe una guarnigione permanente e divenne il terzo fortilizio del Dipartimento con le Rocche di Perugia e Spoleto.
A seguito della caduta di Napoleone, il governo Pontificio della restaurazione, tolse Arquata all'Umbria, e quindi anche Capodacqua, e le accorpò alla Delegazione apostolica di Ascoli partecipando alla giurisdizione pretoriale nel 1832.
Nel 2016 il paese è stato prima danneggiato pesantemente dal terremoto 6.0 (un morto) del 24/08/16 e poi distrutto completamente dal 6.5 del 30/10/16, senza vittime per fortuna perché il paese era già stato evacuato dopo il primo terremoto.

## Monumenti e luoghi d'interesse

### Architetture religiose

#### L'Oratorio della Madonna del Sole

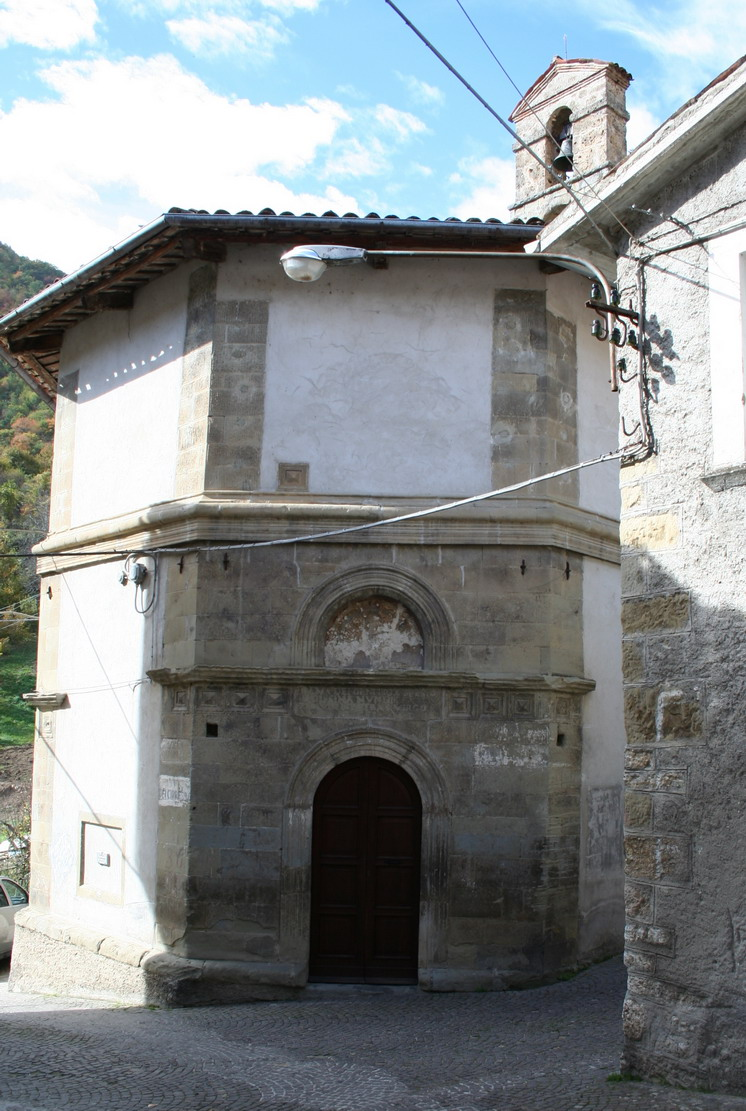
Oratorio della Madonna del Sole

All'interno del tessuto urbano del piccolo centro di Capodacqua si trova l'oratorio, a pianta ottagonale, dedicato alla Madonna del Sole. L'edificio religioso, incluso dall'anno 1902 nell'elenco dei Monumenti nazionali italiani, è stato considerato come un'opera attribuibile all'artista Cola dell'Amatrice. L'interno risulta riccamente affrescato ed è stato costruito per desiderio degli abitanti nell'anno 1528.
La sua facciata è arricchita da un rosone centrale, posto al di sopra dell'ingresso principale, sul prospetto vi sono inoltre iscrizioni e stilizzazioni del sole e della luna sui un conci di pietra posti tra l'archivolto del portale ad arco ed al di sotto dell'oculo circoscritto da una doppia ghiera. In questo bassorilievo il sole è rappresentato mediante due cerchi concentrici, al di fuori del cerchio esterno dipartono i raggi. Reca al centro l'iscrizione del cristogrammaIHS ed una piccola Croce posta sopra alla lettera H.
Il sole simboleggia l'eternità di Dio, mentre la luna è espressione della provvisorietà della vita umana. Le fasi lunari posso leggersi come la nascita e l'evoluzione della vita fino alla morte.
Nella scelta di edificare il tempietto a base ottagonale si riconosce la volontà di attribuire un valore simbolico all'edificio, come scrive Furio Cappelli: "l'ottagono, figura mediatrice tra il quadrato, la Terra, ed il cerchio, il cielo raffigura la salvezza che la Vergine, tramite suo Figlio, assicura al popolo dei credenti."
Di particolare interesse storico è il quadro che si trova sulla parete, al di sopra dell'altare maggiore, intitolato alla "Madonna tra le nuvole" che illustra un miracolo avvenuto durante una diatriba tra gli abitanti di Capodacqua ed alcuni cittadini di Norcia durante il periodo medievale. Il motivo del contendere pare fosse l'uso dei pascoli della montagna e per evitare uno scontro sanguinoso entrambe le parti si accordarono di smettere il combattimento al primo caduto. In quel momento si levò una fittissima nebbia che non permise di vedere alcunché ai norcini, mentre agli abitanti di Capodacqua si mostrò, all'interno della nuvola, la figura della Madonna del Carmelo. Un abitante di Capodacqua uccise un norcino per porre fine alla lite e per ristabilire la demarcazione dei confini.
Nell'aula liturgica del tempietto ci sono, inoltre, gli affreschi del Cinquecento, attribuiti a diversi a artisti. Il più noto ritrae  "L'Assunzione della Beata Vergine" di stile rinascimentale.
Sul campanile a vela, la campana reca incisa la data 1558.

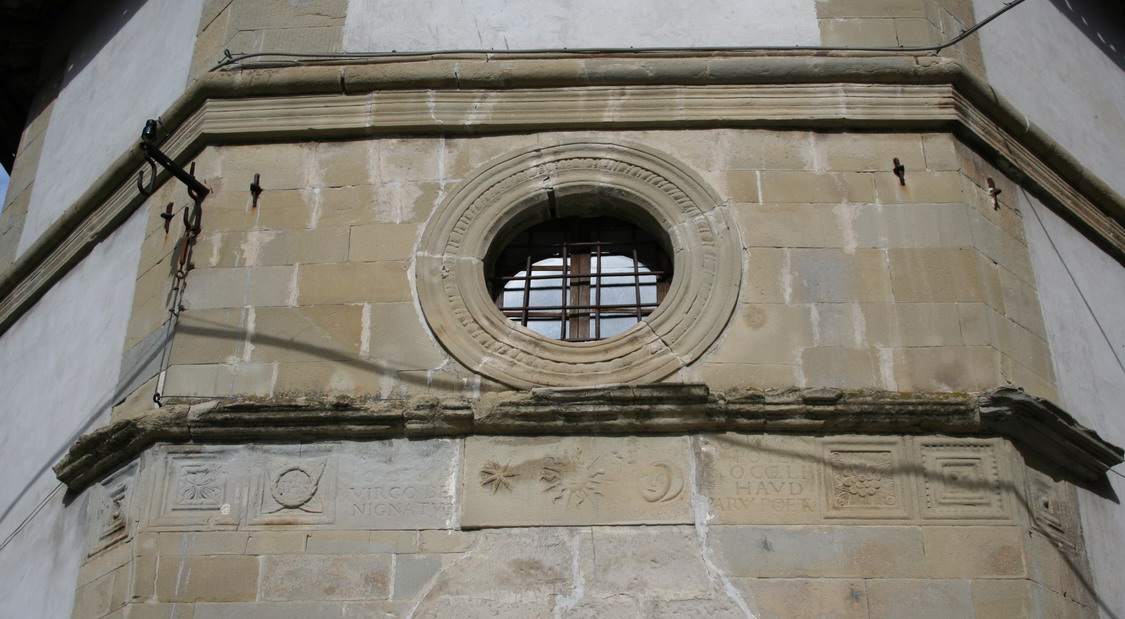
Rosone con oppia ghiera e conci con bassorilievi con le figure del sole e della luna
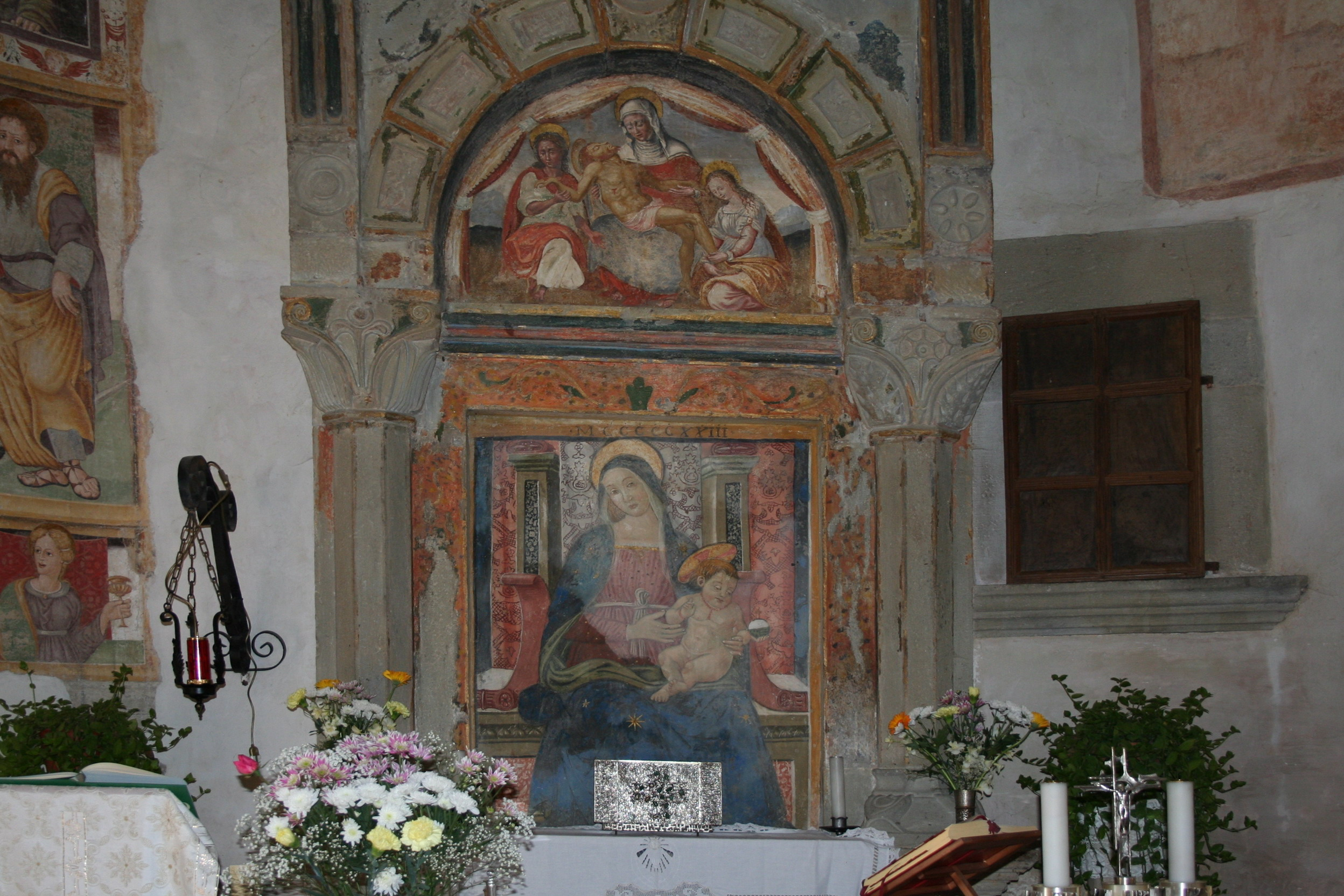
Altare con l'affresco della Madonna del Sole
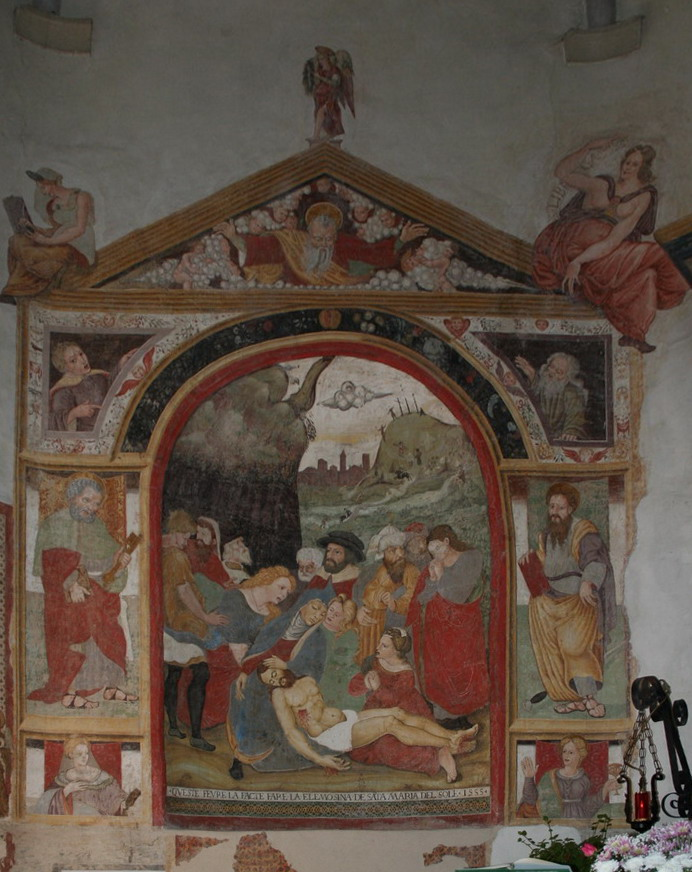
Dipinto della Deposizione
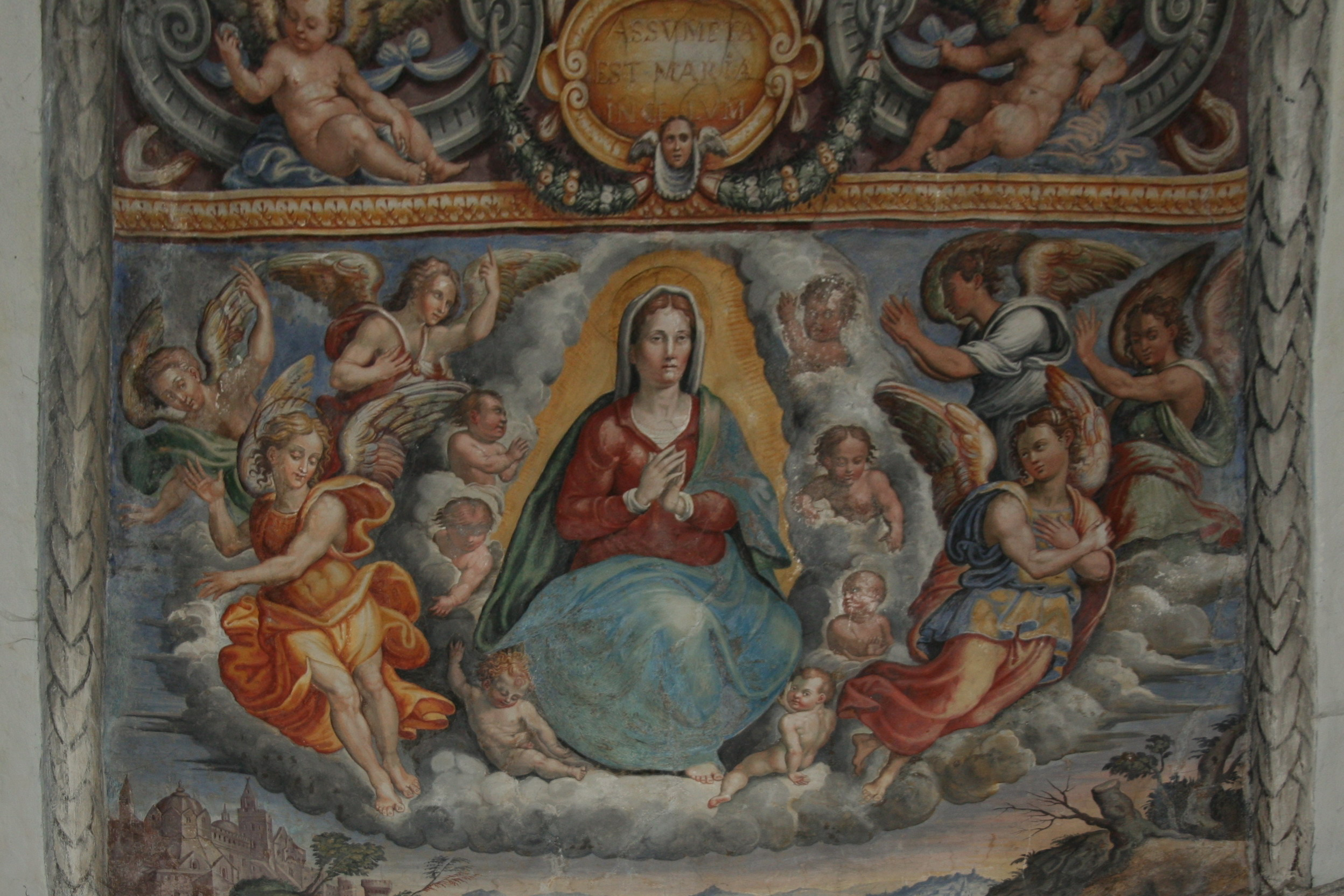
Assunzione della Beata Vergine (porzione superiore dell'affresco)
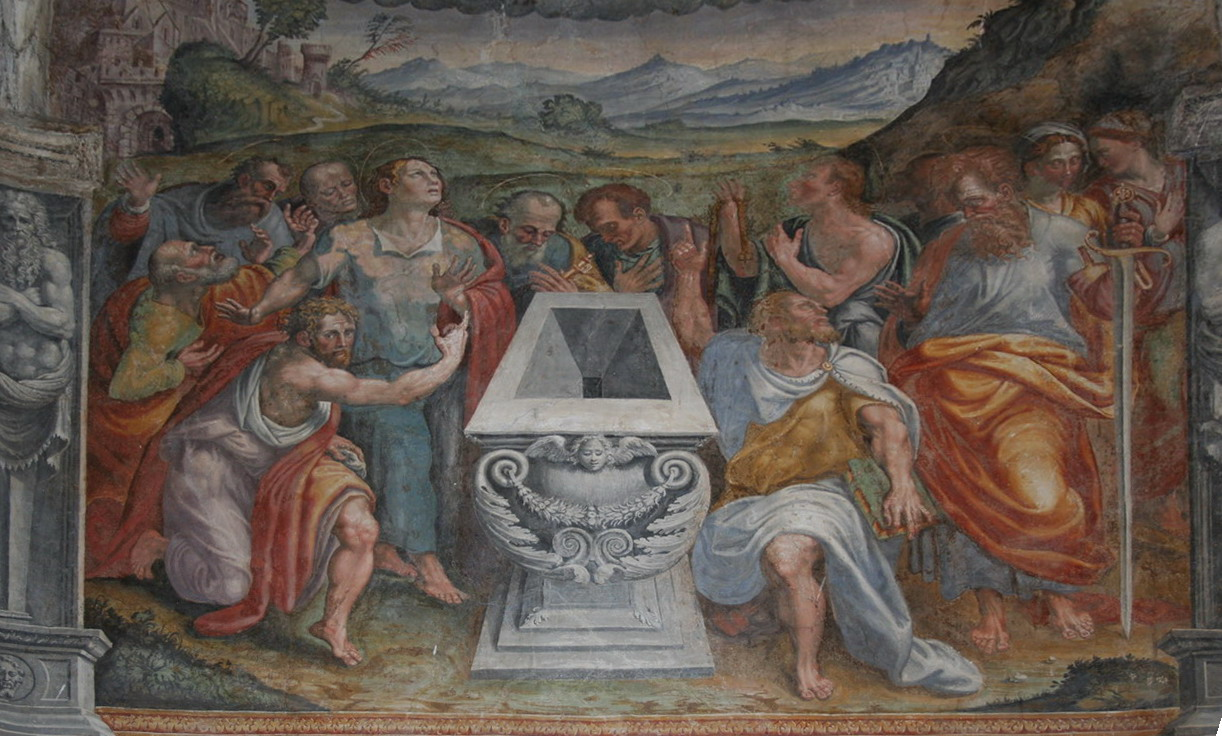
Assunzione della Beata Vergine (porzione inferiore dell'affresco)

### Architetture civili

#### Mulini ad acqua
Nel paese di Capodacqua, nell'anno 1893, esistevano due mulini ad acqua, entrambi situati presso il Fosso di Capodacqua. 
- Il mulino di più recente costruzione si trova, ancora oggi, più a monte dell'altro scomparso. Era di proprietà dalla Comunanza. Sul prospetto principale si legge l'iscrizione:  «Restaurato 1907». Intorno al fabbricato si notano alcune macine abbandonate e nella parte retrostante sono visibili altri elementi, quali: le condotte, la tramoggia e la doccia realizzata in pietra.
- Il mulino più antico è scomparso ed al suo posto vi è un lavatoio. Apparteneva ad una proprietà frazionata che potrebbe corrispondere ad una moderna società cooperativa. [11]

#### Centrale Idroelettrica
All'interno di Capodacqua si trova anche una centrale idroelettrica che è stata realizzata agli inizi del '900 e che utilizza le acque del fosso omonimo. La centrale, a valle dei due mulini, portava illuminazione a case e stalle già un secolo fa. Attualmente la centrale è stata fortemente danneggiata dal sisma del 2016 ed è fuori servizio. Enel Green Power ha presentato il progetto per ripristinare l'impianto e tornare a produrre energia rinnovabile.

## Cinematografia
Nell'anno 1968, il paese fu scelto da Pietro Germi, per girare alcune scene del film Serafino che ebbe come protagonisti Adriano Celentano ed Ottavia Piccolo. Anche alcuni abitanti di Capodacqua parteciparono come comparse.